# Technosphäre
Technosphäre ist der Vorschlag zu der Bezeichnung einer weiteren geophysikalischen Sphäre.
Im Zusammenhang mit der Diskussion um das Anthropozän definierte der Geologe Peter Haff die Technosphäre als
„das System aller technischen Artefakte, Infrastrukturen und der damit verbundenen sozialen und institutionellen Strukturen auf der Erde.“
Laut Otter (2022) soll der Begriff zuerst 1960 von Wil Lepkowski verwendet worden sein, später auch von Julian Huxley.